# Parelii
Parelii (griechisch Παρέλιοι (f. sg.)) ist ein Gemeindebezirk auf der griechischen Insel Korfu. Er wurde 1997 als Gemeinde geschaffen, ging 2010 in der Gemeinde Kerkyra auf und kam 2019 zur Gemeinde Kendriki Kerkyra ke Diapondia Nisia.

## Lage
Der Gemeindebezirk Parelii erstreckt sich entlang der Westküste der Ionischen Insel Korfu über nahezu 49 km². Benachbarte Gemeindebezirke sind Paleokastritsa im Norden, Kerkyra im Nordosten und Osten sowie Achillio im Südosten und Süden.

## Verwaltungsgliederung
Die Gemeinde Parelii (Δήμος Παρελίων Dímos Parelíon) wurde im Zuge der Gebietsreform 1997 durch die Fusion von zehn Landgemeinden geschaffen. Gemäß der Verwaltungsreform 2010 ging Parelii als einer von 15 Gemeindebezirken in der Gemeinde Kerkyra auf. Nach deren Auftrennung kam Parelii 2019 zur neu gebildeten Gemeinde Kendriki Kerkyra ke Diapondia Nisia.
| Stadtbezirk/ Ortsgemeinschaft | griechischer Name              | Code     | Fläche (km²) | Einwohner 2001 | Einwohner 2011 | Dörfer und Siedlungen                                           |
| ----------------------------- | ------------------------------ | -------- | ------------ | -------------- | -------------- | --------------------------------------------------------------- |
| Sinarades                     | Δημοτική Κοινότητα Σιναράδων   | 32011410 | 06,324       | 1218           | 0920           | Sinarades, Aspai, Kondogialos                                   |
| Kokkini                       | Τοπική Κοινότητα Κοκκινίου     | 32011401 | 06,846       | 0733           | 0580           | Kokkini                                                         |
| Agios Ioannis                 | Τοπική Κοινότητα Αγίου Ιωάννου | 32011402 | 05,956       | 0943           | 1140           | Agios Ioannis, Agia Triada, Kouramaditika, Vasilika             |
| Afra                          | Τοπική Κοινότητα Άφρας         | 32011403 | 03,765       | 0936           | 1098           | Afra, Agios Vlasios, Kourkoulaiika                              |
| Vatos                         | Τοπική Κοινότητα Βάτου         | 32011404 | 02,593       | 0467           | 0345           | Vatos                                                           |
| Giannades                     | Τοπική Κοινότητα Γιαννάδων     | 32011405 | 10,186       | 0799           | 0597           | Giannades, Ermones                                              |
| Kanakades                     | Τοπική Κοινότητα Κανακάδων     | 32011406 | 02,217       | 0338           | 0204           | Kanakades                                                       |
| Kombitsi                      | Τοπική Κοινότητα Κομπιτσίου    | 32011407 | 01,066       | 0595           | 0733           | Kombitsi                                                        |
| Marmaro                       | Τοπική Κοινότητα Μαρμάρου      | 32011408 | 03,430       | 0327           | 0174           | Marmaro                                                         |
| Pelekas                       | Τοπική Κοινότητα Πέλεκα        | 32011409 | 06,129       | 0841           | 0612           | Pelekas, Avramis, Agios Onoufrios, Glyfada, Kokkinogia, Plakoto |
| Gesamt                        | Gesamt                         | 320114   | 48,512       | 7197           | 6403           |                                                                 |